# Трибулль, Том
Том Три́булль (нем. Tom Trybull; 9 марта 1993, Берлин, Германия) — немецкий футболист, опорный полузащитник датского клуба «Оденсе».

## Карьера

### Клубная
Том родился в Берлине. Здесь же и начал заниматься футболом в 1998 году, в команде «Динамо». В 1999 году перешёл в футбольную школу команды «Лихтенберг 47». С 2002 года числился в академии «Унион Берлин», где был замечен в 2008 году скаутами «Ганзы». В 2005 году Том мог перейти в академию мюнхенской «Баварии», но его родители были против и переход не состоялся.
23 октября 2010 года, в матче с дрезденским «Динамо» (2:2), футболист дебютировал в составе «Ганзы» в третьей Бундеслиге. Летом 2011 года Трибулль перешёл в «Вердер» в обмен на Тимо Пертеля, подписав трёхлетний контракт. 3 августа, в игре с «Регенсбургом» (1:4), состоялся дебют Тома в составе «Вердера II».
21 января 2012 года, в матче с «Кайзерслаутерном» (0:0), Трибулль дебютировал в составе «Вердера». Футболист вышел на поле в стартовом составе и отыграл встречу до конца. Первый гол за «зелёно-белых» забил 18 февраля, в ворота «Гамбурга».
4 января 2014 года Трибулль перешёл в «Санкт-Паули», подписав контракт до 30 июня 2017 года. Летом 2016 года стал игроком нидерландского клуба АДО Ден Хааг.
Летом 2021 года подписал контракт с клубом «Ганновер 96».

### Национальная
Том выступал за сборные Германии до 17 и 18 лет. В данный момент является игроком юношеской сборной Германии (до 19 лет), в составе которой дебютировал в ноябре 2011 года, в игре со сверстниками из Египта.